# Río Pedroso
El río Pedroso es un río de España, afluente del río Arlanza, pertenecientes a la cuenca del Duero. Nace en la cara meridional de la Sierra de la Demanda. Discurre plenamente por la provincia de Burgos, región de Castilla la Vieja, comunidad autónoma de Castilla y León, en el centro norte del país.

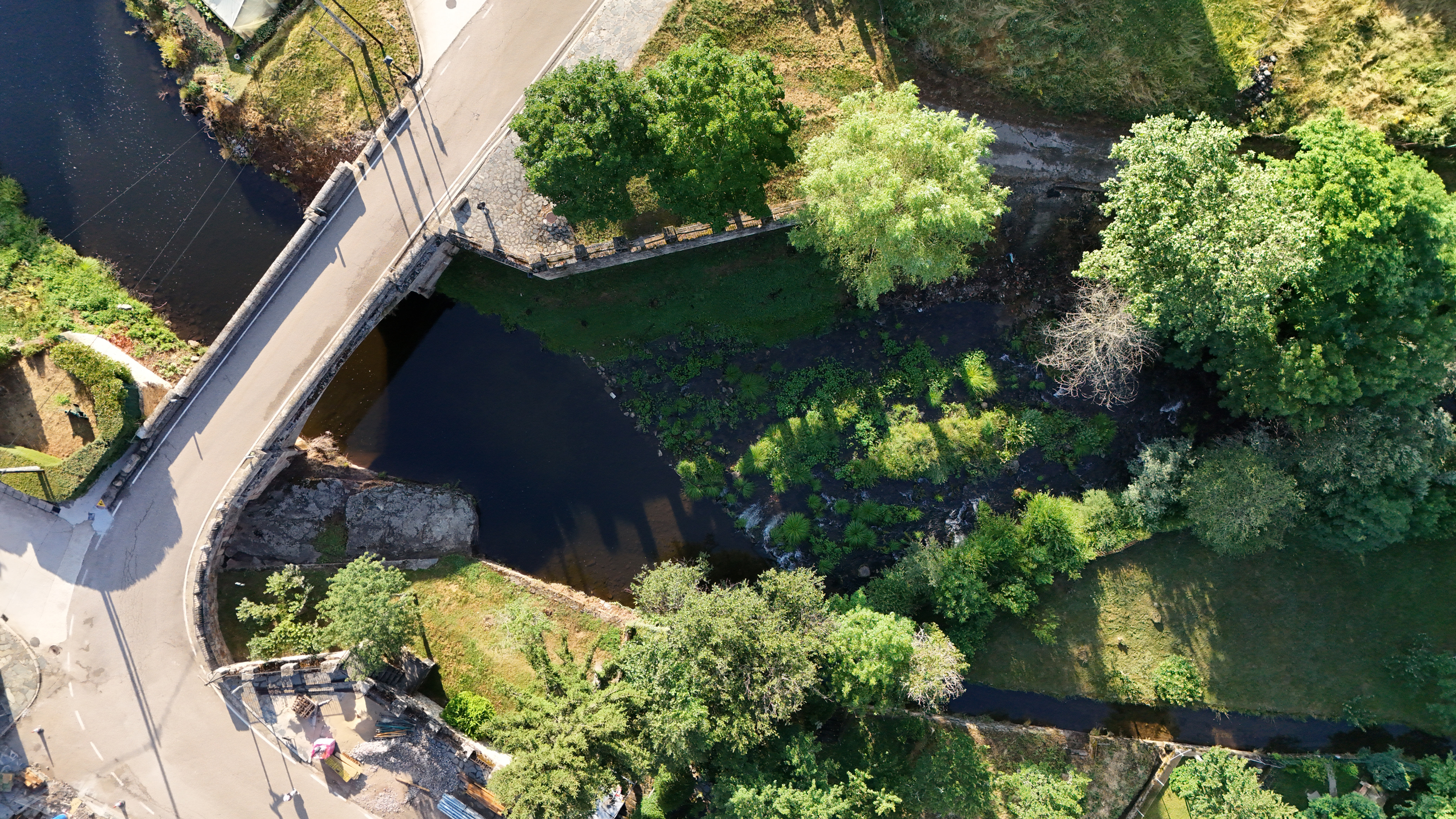
Puente sobre el río Pedroso en Barbadillo de Herreros.

## Características generales
En el sureste de la provincia de Burgos, en el partido de Salas de los Infantes, en la comarca de Sierra de la Demanda, a 1212 metros sobre el nivel del mar, en el paraje conocido como Tenadas de Casa de la Sierra, comienza el Río Pedroso. En el municipio de Barbadillo de Herreros donde se unen el río de la Secada o de la Soledad y el río Morales, en plena Sierra de la Demanda, nace el Pedroso, y muere 27,8 kilómetros más abajo entregándose al también truchero Arlanza.
Cinco kilómetros más abajo de la junta de los dos ríos, casi llegando al pueblo de Barbadillo de Herreros, el Pedroso recibe las aguas del río de la Umbría, y es aquí donde comienza a ganarse su nombre. Por la izquierda recibe al Valdorcas, y un poco más abajo, a la altura del puente de Vizcaínos, recibe al río Tejero o de la Quintanilla, y uno y otro dan el tamaño casi definitivo al río más truchero de la provincia de Burgos.
El Pedroso transcurre en dirección NO-SO por Barbadillo de Herreros, Barbadillo del Pez, Vizcaínos, Piedrahíta de Muñó, Pinilla de los Moros, Cascajares de la Sierra y Barbadillo del Mercado, donde tributa sus aguas al río Arlanza.

## Caudal
Como todos los ríos de la Meseta Ibérica, el Pedroso sufre grandes variaciones estacionales. Tiene un caudal medio de aproximadamente 4,33 metros cúbicos por segundo y picos máximos de hasta 69,9 metros cúbicos por segundo. En los meses de febrero y marzo es cuando mayor cantidad de agua tiene el Pedroso. Y agosto y septiembre, con caudales valle de 0,7 metros cúbicos por segundo, son aquellos en los que menos agua transporta.

## Climatología del valle del Pedroso
El valle se encuentra en la sierra de la Demanda, y corresponde en cuanto a macroclima al templado propio de la península ibérica; y en cuanto al mesoclima, al mediterráneo continental por áreas de clima de montaña. 
En este clima no es significativa la influencia del mar, y las temperaturas son las más extremas de España: veranos con mucho calor e inviernos bastantes fríos con una oscilación de 18,5 °C. La estación estival es la más seca, y durante ella se supera con mucha frecuencia los 30 °C y se alcanza esporádicamente más de 35 °C. Sin embargo, en invierno es frecuente que las temperaturas bajen de los 0 °C, hay heladas en las noches despejadas de nubes, y también se dan nevadas esporádicas. Las precipitaciones siguen un patrón muy parecido al del clima mediterráneo de montaña, y están entre los 800 y los 1000 mm, con un máximo durante el otoño y otro durante la primavera. No obstante, por la menor influencia del mar, el clima es más seco que si se tratara de una zona costera.

## Historia
Este curso recorre las antiguas tierras de los pelendones, pobladores celtíberos de la llamada cultura de los castros sorianos. 
Muy cerca, en los Sabinares del Arlanza, se rodó en 1966 la película El bueno, el feo y el malo, con Clint Eastwood, Lee Van Cleef y Eli Wallach, y dirigida por Sergio Leone.

## Flora
En cuanto al arbolado, en el valle del Pedroso predomina el roble melojo (Quercus pyrenaica), con un 80% de cobertura. Hay también encinas (Quercus ilex), haya (Fagus sylvatica), acebo (Ilex aquifolium), pino albar (Pinus pinea) y especies de ribera como los chopos (Populus x canadensis y Populus nigra), los fresnos, los abedules, los sauces y mimbres. En Barbadillo del Pez  nos encontraremos con el "Roble Royales", un ejemplar de más de 300 años, con un perímetro de tronco de cerca de 5 metros. Se encuentra en las inmediaciones de otro roble famoso: el  (Quercus petraea), ejemplar que tiene más de 500 años.
Entre los arbustos encontraremos sobre todo majuelo (Crataegus monogyna Jacq.), retama negra (Cytisus scoparius (L.) Link), retama blanca (Genista florida sspp.), avellano (Corylus avellana L.), brezos (Erica sp.) en las fases de transición, así como diversas rosas espinosas (Rosa sp.), sobre todo en la orla del bosque. 
El helecho común es muy abundante en los claros del bosque. Los musgos aparecen sobre tocones y rocas.
Aparecen las hiedras, la nueza negra (Tamus communis) y la madreselva de los bosques (Lonicera periclymenum ssp. hispanica); y también los típicos musgos y líquenes en el tramo basal de los troncos.

## Fauna
Es interminable la lista de mamíferos, aves, reptiles, peces e insectos que se pueden encontrar en un entorno tan bien conservado como el valle del Pedroso.
Cotos de pesca en el Río Pedroso
Para los aficionados a la pesca este río tiene uno de los mejores cotos de pesca de la provincia de Burgos. Se trata del coto de Vizcaínos.

### Mamíferos
- Topo común (Talpa europaea)

- Musgaño de Cabrera (Neomys anomalus)

- Desmán de los Pirineos (Galemys pyrenaicus)

- Ardilla roja (Sciurus vulgaris)

- Lirón careto (Eliomys quercinus)

- Lirón gris (Glis glis)

- Conejo de monte (Oryctolagus cuniculus)

- Liebre (Lepus europaeus)

- Comadreja (Mustela nivalis)

- Armiño (Mustela erminea)

- Garduña (Martes foina)

- Tejón (Meles meles)

- Nutria (Lutra lutra)

- Gineta (Genetta genetta)

- Gato montés (Felis silvestris silvestris)

- Lobo ibérico (Canis lupus)

- Zorro (Vulpes vulpes)

- Jabalí (Sus scrofa)

- Ciervo común (Cervus elaphus)

### Aves
- Azor (Accipiter gentilis)

- Gavilán (Accipiter nisus)

- Águila real ibérica (Aquila chrysaetos)

- Águila imperial ibérica (Aquila adalberti)

- Águila perdicera (Aquila fasciata)

- Águila calzada (Hieraaetus pennata)

- Aguilucho pálido (Circus cyaneus)

- Aguilucho cenizo (Circus pygargus)

- Águila culebrera (Circaetus gallicus)

- Esmerejón (Falco columbarius)

- Halcón peregrino (Falco peregrinus)

- Alcotán (Falco subbuteo)

- Cernícalo vulgar (Falco tinnunculus)

- Halcón abejero (Pernis apivorus)

- Milano negro (Milvus migrans)

- Milano real (Milvus milvus)

- Buitre leonado (Gyps fulvus)

- Buitre negro (Aegypius monachus)

- Quebrantahuesos (Gypaetus barbatus)

- Alimoche (Neophron percnopterus)

- Búho real (Bubo bubo)

- Búho chico (Asio otus)

- Cárabo común (Strix aluco)

- Autillo (Otus scops)

- Mochuelo (Athene noctua)

- Lechuza común (Tyto alba)

- Lechuza campestre (Asio flammeus)

- Becada (Scolopax rusticola)

- Cigüeña blanca (Ciconia ciconia)

- Perdiz roja (Alectoris rufa)

- Perdiz pardilla (Perdix perdix)

- Codorniz (Coturnix coturnix)

- Paloma torcaz (Columba palumbus)